# ألان سويني
ألان سويني (بالإنجليزية: Alan Sweeney)‏ هو لاعب كرة قدم بريطاني، ولد في 31 أكتوبر 1956 في غلاسكو في المملكة المتحدة. لعب مع نادي هارتلبول يونايتد وهدرسفيلد تاون.